# Šmartno na Pohorju
Šmartno na Pohorju je naselje in največja krajevna skupnost v Občini Slovenska Bistrica. 
Razloženo vaško naselje s strnjenim jedrom se nahaja na jugovzhodnem delu Pohorja, na podolgovatem hrbtu med dolinama potokov Devine in Velike Polskave, južno pod Hudejevim vrhom (841 mnm). Obcestno jedro naselja je ob lokalni cesti Slovenska Bistrica - Trije kralji - Osankarica, okrog župnijske cerkve sv. Martina.

## Etimologija
Po zavetniku župnijske cerkve se je naselje do leta 1952 imenovalo Sveti Martin na Pohorju, to ime pa še vedno nosi župnija sv. Martina na Pohorju.

## Zgodovina
Rimljani so na tem delu Pohorja, kjer stoji sedanje naselje, osnovali kamnoseško naselbino, ko so v 1. stoletju n. št. odkrili sklade marmorja in h kamnolomu pripeljali delavce. Kamnoseški izdelki iz tega območja so bili vgrajeni v mnoge objekte v širši okolici. Naselbina, od katere so ohranjeni ostanki nekaterih rimskih vil, je bila verjetno opuščena že pred 4. stoletjem.

### NOB
Prve partizanske akcije na naselje so opravili borci Ruške čete v oktobru in decembru leta 1942. Okupator pa je 1. septembra 1944 umaknil s Šmartnega policiste in orožnike, občinsko upravo pa preselil v Slovensko Bistrico. Od jeseni 1944 do maja 1945 je v bližini naselja delovala partizanska bolnišnica Jesen.

### Umetnostni spomeniki
V jedru naselja stoji romanska župnijska cerkev sv. Martina, ki se v starih listinah prvič omenja leta 1252. Cerkev sodi med pri nas redke cerkvene stavbe s pravokotnim prezbiterijem iznad katerega se dviga korni zvonik, ki so ga leta 1689 dvignili do sedanje višine. Istega leta so tudi obokali ladjo in ji simetrično prizidali dve kapeli. Leta 1836 so ladjo podaljšali, vgradili pevsko emporo in prizidali zakristijo. Veliki oltar s kipoma sv. Petra in Pavla ter prižnica so delo Jožefa Holzingerja iz sedemdesetih let 18. stoletja. Iz iste kiparske delavnice sta tudi oltarna nastavka ob slavoloku.
V župnišču hranijo baročno sliko sv. Florjana, na kateri so upodobljene šmarska cerkev in okoliške zgradbe, med drugimi tudi okrogla romanska kostnica s stožičasto streho, ki pa je bila leta 1798 porušena.